# Мордовская митрополия
Мордовская митрополия (эрз. Мордовиянь митрополиянтень) — митрополия Русской православной церкви, образованная в пределах Мордовии. Объединяет Ардатовскую, Краснослободскую и Саранскую епархии.
Создана постановлением Священного синода от 6 октября 2011 года. Стала первой из митрополий, учреждённых в ходе реформы епархиального управления

## Епархии

### Ардатовская епархия
Территория: Ардатовский, Атяшевский, Большеберезниковский, Большеигнатовский, Дубёнский и Чамзинский районы.
Правящий архиерей — епископ Ардатовский и Атяшевский Мелетий (Кисняшкин).

### Краснослободская епархия
Территория: Атюрьевский, Ельниковский, Зубово-Полянский, Краснослободский, Старошайговский, Темниковский, Теньгушевский и Торбеевский районы.
Правящий архиерей — епископ Краснослободский и Темниковский Климент (Родайкин).

### Саранская епархия
Территория: Инсарский, Ичалковский, Кадошкинский, Ковылкинский, Кочкуровский, Лямбирский, Рузаевский и Ромодановский районы.
Правящий архиерей — митрополит Саранский и Мордовский Зиновий (Корзинкин).

## Главы митрополии
- 5 октября 2011 — 19 марта 2014 — Варсонофий (Судаков)
- с 19 марта 2014 — Зиновий (Корзинкин)